# Regione naturale (Francia)

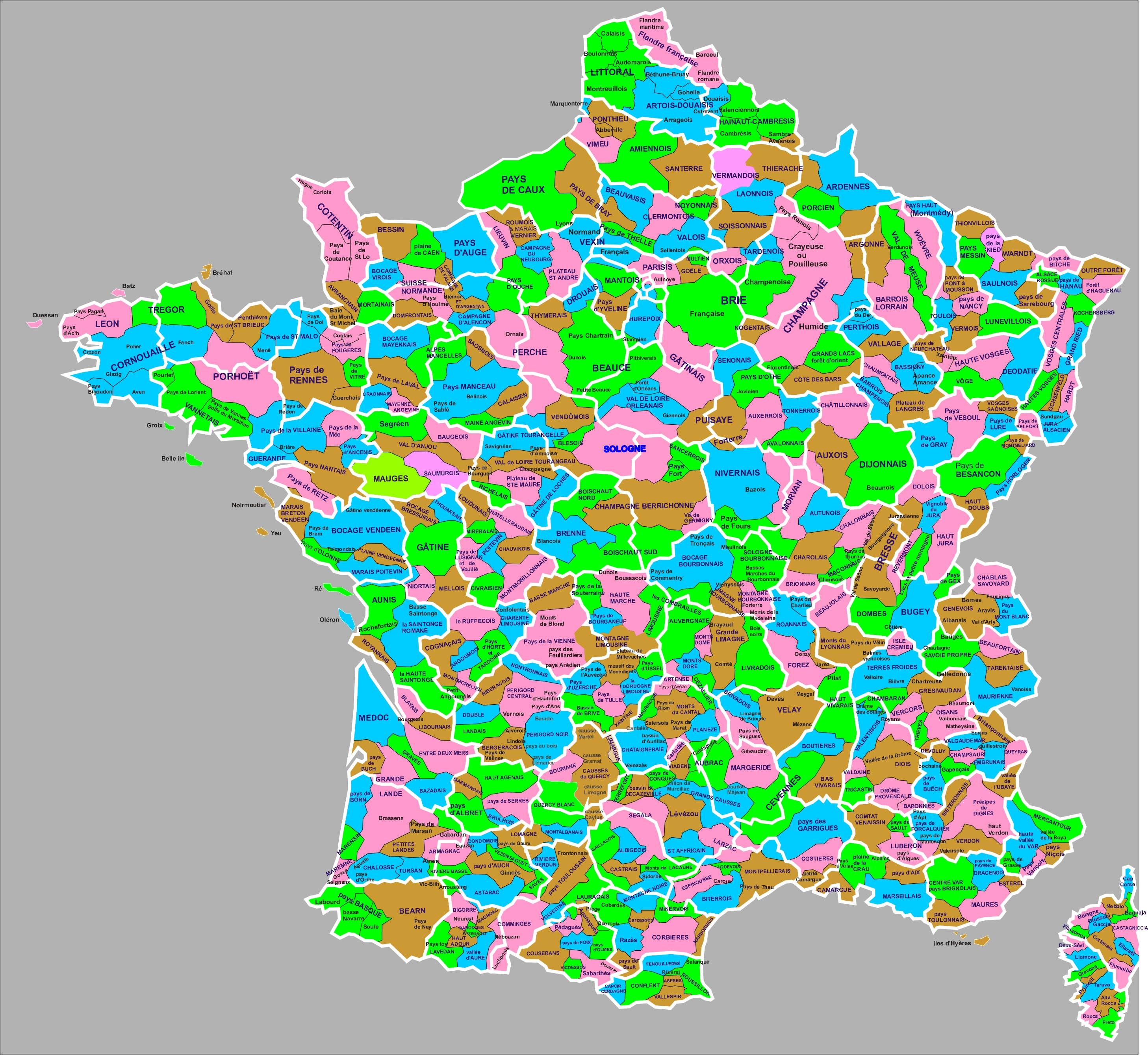
Carta delle regioni naturali della Francia

Una regione naturale della Francia (region naturelle) o "paese tradizionale" (pays traditionnel) è una zona, di estensione spesso limitata, caratterizzata da caratteri fisici omogenei (per geomorfologia, clima, geologia), associata ad un'occupazione umana ugualmente omogenea (per gestione del territorio e identità culturale).
Numerose regioni naturali della Francia corrispondono alle suddivisioni politiche in domini feudali di epoca medievale, a volte ereditati dai pagi o dai territori delle città gallo-romani, spesso a loro volta derivati dai territori dei popoli gallici.
I confini amministrativi attuali non coincidono quasi mai con le regioni naturali e spesso la definizione dei loro confini, basandosi su percezioni dell'identità culturale che possono variare nel tempo, è incerta, quando sia assente una precisa connotazione fisico-geografica.